# Alemania en los Juegos Olímpicos de Turín 2006
Alemania estuvo representada en los Juegos Olímpicos de Turín 2006 por un total de 155 deportistas que compitieron en 15 deportes.  
La portadora de la bandera en la ceremonia de apertura fue la biatleta Kati Wilhelm.

## Medallistas
El equipo olímpico alemán obtuvo las siguientes medallas:
| Atleta                                                                 | Deporte               | Competición                            |
| ---------------------------------------------------------------------- | --------------------- | -------------------------------------- |
| Oro                                                                    |                       |                                        |
| Michael Greis                                                          | Biatlón               | 20 km M                                |
| Sven Fischer                                                           | Biatlón               | 10 km M                                |
| Kati Wilhelm                                                           | Biatlón               | 10 km persecución F                    |
| Michael Greis                                                          | Biatlón               | 15 km salida en grupo M                |
| Ricco Groß Michael Rösch Sven Fischer Michael Greis                    | Biatlón               | 4 × 7,5 km M                           |
| André Lange Kevin Kuske                                                | Bobsleigh             | Doble M                                |
| André Lange René Hoppe Kevin Kuske Martin Putze                        | Bobsleigh             | Cuádruple M                            |
| Sandra Kiriasis Anja Schneiderheinze                                   | Bobsleigh             | Doble F                                |
| Georg Hettich                                                          | Combinada nórdica     | Trampolín normal + 15 km M             |
| Sylke Otto                                                             | Luge                  | Individual F                           |
| Daniela Anschütz-Thoms Lucille Opitz Claudia Pechstein Anni Friesinger | Patinaje de velocidad | Persecución por eqs. F                 |
| Plata                                                                  |                       |                                        |
| Martina Glagow                                                         | Biatlón               | 15 km F                                |
| Martina Glagow                                                         | Biatlón               | Persecución 10 km F                    |
| Katrin Apel Martina Glagow Andrea Henkel Kati Wilhelm                  | Biatlón               | 4 × 6 km F                             |
| Kati Wilhelm                                                           | Biatlón               | 12,5 km salida en grupo F              |
| Georg Hettich Ronny Ackermann Jens Gaiser Björn Kircheisen             | Combinada nórdica     | Trampolín grande + 4 × 5 km por eqs. M |
| Claudia Künzel                                                         | Esquí de fondo        | Velocidad ind. F                       |
| Viola Bauer Stefanie Böhler Claudia Künzel Evi Sachenbacher-Stehle     | Esquí de fondo        | 4 × 5 km F                             |
| René Sommerfeldt Tobias Angerer Andreas Schlütter Jens Filbrich        | Esquí de fondo        | 4 × 10 km M                            |
| Silke Kraushaar                                                        | Luge                  | Individual F                           |
| André Florschütz Torsten Wustlich                                      | Luge                  | Doble M                                |
| Claudia Pechstein                                                      | Patinaje de velocidad | 5000 m F                               |
| Amelie Kober                                                           | Snowboard             | Eslalon gigante paralelo F             |
| Bronce                                                                 |                       |                                        |
| Sven Fischer                                                           | Biatlón               | Persecución 12,5 km M                  |
| Uschi Disl                                                             | Biatlón               | 12,5 km salida en grupo F              |
| Georg Hettich                                                          | Combinada nórdica     | Trampolín grande + 10 km M             |
| Tobias Angerer                                                         | Esquí de fondo        | 15 km M                                |
| Tatjana Hüfner                                                         | Luge                  | Individual F                           |
| Anni Friesinger                                                        | Patinaje de velocidad | 1000 m F                               |